# 百木三郎
百木 三郎（ももき さぶろう、1880年8月12日 - 1940年12月3日）は、日本の技術者、実業家。東洋陶器（現TOTO）取締役社長を務めた。

## 人物・経歴
窯業家河原徳立の三男として東京深川に生まれる。順天求合社（現順天高等学校）を経て、1899年東京高等工業学校（現東京工業大学）窯業科卒業後、農商務省海外窯業練習生としてアメリカ合衆国に留学し、1903年コーネル大学大学院修了。父の親友だった大倉孫兵衛に雇われ、1904年の日本陶器設立時に同社入社。
日本陶器では解任された飛鳥井孝太郎の後任として技師長となり、同窓の西山貞を招聘するなどして衛生陶器の開発にあたり、"sanitary ware"の訳語として「衛生陶器」の語を考案するなどもした。1925年東洋陶器取締役。1929年東洋陶器常務取締役。1939年東洋陶器取締役社長。

## 親族
父の河原德直は京都の元士族。妻ミヤは日本陶器創業者大倉孫兵衛の四女で、大倉陶園代表取締役などを務めたデザイナーの百木春夫は三男。長男の茂雄（1915年生）は九州大学工学部応用化学科卒業後、東洋陶器取締役などを務めた。東洋陶器創立者の大倉和親は義兄（妻の兄）

## 著書
- 『面影』東洋陶器 1942年